# Efecte de càrrega
L'efecte de càrrega, també conegut com a regulació, té a veure amb el error en el mesurament d'un determinat paràmetre, quan s'empra un determinat instrument que modifica el sistema a mesurar. Exemples clàssics són les impedàncies internes dels equips electrònics, així com una resistència en paral·lel quan es mesura amb un voltímetre.
Un cas particular de l'efecte de càrrega és l'anàlisi de la regulació d'una font. En aquest cas l'efecte coincideix amb la pèrdua de tensió elèctrica a mesura que disminueix la càrrega; aquest efecte ve dau per la relació:
{\displaystyle V_{L}=V_{S}{\frac {1}{1+{\frac {RS}{RL}}}}}
on:
{\displaystyle V_{S}}: Tensió o voltatge inicial.
{\displaystyle V_{L}}: Tensió o voltatge en la càrrega.
{\displaystyle R_{S}}: resistència inicial.
{\displaystyle R_{L}}: Resistencia induïda.